# Каньяда-Хункоса
Каньяда-Хункоса (ісп. Cañada Juncosa) — муніципалітет в Іспанії, у складі автономної спільноти Кастилія-Ла-Манча, у провінції Куенка. Населення — 303 особи (2010).
Муніципалітет розташований на відстані близько 230 км на південний схід від Мадрида, 150 км на південь від Куенки.

## Демографія
Динаміка населення (INE ):